# Імперська конституція Бісмарка
Імперська конституція Бісмарка — конституція Німецької імперії, що діяла з 1871 по 1919 рік; заснована на конституції Північнонімецького союзу. Передбачала великий вплив короля Пруссії, який за посадою був також президентом союзу, або німецьким імператором. Він призначав рейхсканцлера і імперських посадових осіб. Рейхсканцлер контрасигнував розпорядження імператора і очолював бундесрат. Конституція передбачала наявність бундесрату (представництва держав-учасниць імперії, а з 1911 р. і Ельзасу-Лотарингії, з правом вето Пруссії на зміни конституції) і рейхстагу (обирався загальним голосуванням громадян чоловічої статі, згідно з початковою редакцією конституції на 3 роки, з 1888 р. на 5 років). Конституція не містила каталогу прав людини.
У складі бундесрату в 1871-1919 були:
| Зе́млі                            | Примітки                                 | Голоси |
| Прусське королівство             | (включаючи князівства анексовані в 1866) | 17     |
| Баварське королівство            |                                          | 6      |
| Саксонське королівство           |                                          | 4      |
| Вюртемберзьке королівство        |                                          | 4      |
| Велике герцогство Баденське      |                                          | 3      |
| Велике герцогство Гессенське     |                                          | 3      |
| Мекленбург-Шверінське герцогство |                                          | 2      |
| Брауншвейг                       |                                          | 2      |
| 17 інших малих земель            | кожна з 1 голосом                        | 17     |
| Ельзас-Лотарингія                | після 1911                               | 3      |
| Загалом                          |                                          | 61     |

У 1873 внесена поправка (Lex Miquel-Lasker), що відносила до імперської компетенції усе цивільне право. Восени 1918 передбачена відповідальність уряду перед рейхстагом (Oktoberreform).